# La Celle (Allier)
La Celle – miejscowość i gmina we Francji, w regionie Owernia-Rodan-Alpy, w departamencie Allier.

## Demografia
Według danych na rok 1990 gminę zamieszkiwało 405 osób, a gęstość zaludnienia wynosiła 13 osób/km². W styczniu 2015 r. La Celle zamieszkiwało 428 osób, przy gęstości zaludnienia wynoszącej 13,7 osób/km².